# Ягудин, Алексей Геннадьевич
Алексе́й Генна́дьевич Ягу́дин (14 января 1973, Термез, Узбекская ССР) — советский и российский футболист, выступавший на позиции защитника. С начала 2000-х годов работает на тренерских должностях в эстонском клубе «Нарва-Транс».

## Карьера
Начинал играть в клубе «Сурхан» Термез, в 1990—1992 выступал за «Экспресс»/«СКИФ-Экспресс» Великие Луки. В 1993—1998 играл в различных командах низших лиг России, в 1999—2004 — в эстонском клубе «Нарва-Транс», в составе которого стал обладателем Кубка Эстонии 2001.
В 2002—2004 годах был играющим тренером в клубе «Нарва-Транс». В дальнейшем несколько раз назначался главным тренером основного состава. Помимо работы с основным составом, работал с женской командой «Нарва-Транс» и с детскими командами при клубной школе.
Окончил Московскую государственную академию физической культуры (МГАФК) (1990—1995), курсы Эстонской футбольной ассоциации. Тренер UEFA категории Pro.